# جورج كيلر
جورج كيلر (بالإنجليزية: George Keller) هو مهندس معماري ومهندس أمريكي، ولد في 15 ديسمبر 1842، وتوفي في 7 يوليو 1935.